# Deitingen
Deitingen (im lokalen Dialekt Deitige) ist eine politische Gemeinde im Bezirk Wasseramt des Kantons Solothurn in der Schweiz.

## Geographie

Luftbild (1970)

Deitingen liegt auf 430 m ü. M., 6 km östlich des Kantonshauptortes Solothurn (Luftlinie). Das Dorf erstreckt sich beidseits der Ösch auf der Schotterebene der Emme südlich der Aare, im Solothurner Mittelland.
Die Fläche des 7,6 km² grossen Gemeindegebiets umfasst einen Abschnitt der grundwasserreichen Schotterebene im Wasseramt. Das Gebiet ist nur wenig reliefiert. Es liegt am untersten Streckenabschnitt der Ösch, reicht im Norden teilweise bis an die Aare und im Westen bis an die Autobahn A1. Nach Osten erstreckt sich der Gemeindeboden auf das Plateau des ausgedehnten Deitinger Waldes, in dem mit 468 m ü. M. die höchste Erhebung von Deitingen erreicht wird.
Von der Gemeindefläche entfielen 1997 22 % auf Siedlungen, 23 % auf Wald und Gehölze, 54 % auf Landwirtschaft, und etwas weniger als 1 % war unproduktives Land.
Zu Deitingen gehören die Weiler Schachen (424 m ü. M.) am Russbach, einem Seitenkanal der Ösch, und Wilihof (427 m ü. M.) in der Ebene südlich der Aare.
Nachbargemeinden von Deitingen sind Subingen, Derendingen, Luterbach, Riedholz und Flumenthal im Kanton Solothurn sowie Wangen an der Aare im Kanton Bern.

## Bevölkerung
Mit 2340 Einwohnern (Stand 31. Dezember 2023) gehört Deitingen zu den mittelgrossen Gemeinden des Kantons Solothurn. Von den Bewohnern sind 94,1 % deutschsprachig, 1,2 % sprechen Serbokroatisch und 1,1 % Italienisch (Stand 2000). Die Bevölkerungszahl von Deitingen belief sich 1850 auf 551 Einwohner, 1900 auf 832 Einwohner. Im Verlauf des 20. Jahrhunderts wurde eine kontinuierliche Bevölkerungszunahme verzeichnet.

## Geschichte
Die erste urkundliche Erwähnung des Ortes erfolgte 1244 unter dem Namen Teytingen. Später erschienen die Bezeichnungen Theitingen (1246), Tetingen (1248), Thetingen (1252) und Teitingin (1257). Der Ortsname geht auf den althochdeutschen Personennamen Teito zurück und bedeutet mit der Endung -ingen so viel wie bei den Leuten des Teito.
Seit dem 13. Jahrhundert sind die Herren von Deitingen nachgewiesen, welche nacheinander Ministerialen der Grafen von Frohburg, der Herzöge von Zähringen und der Grafen von Kyburg waren. Das Geschlecht erlosch 1435. Im Jahr 1428 gelangte der eine Teil der Herrschaft Deitingen an Solothurn, das von nun an die niedere Gerichtsbarkeit ausübte und einen Landvogt einsetzte. Nachdem auch der zweite Teil 1520 an Solothurn gegangen war, gehörte Deitingen fortan zur Vogtei Kriegstetten. Erst 1665 erlangte Solothurn auch die hohe Gerichtsbarkeit über das Dorf. Nach dem Zusammenbruch des Ancien Régime (1798) gehörte Deitingen während der Helvetik zum Distrikt Biberist und ab 1803 zum Bezirk Kriegstetten, der 1988 offiziell in Bezirk Wasseramt umbenannt wurde.
Durch zwei Grossbrände (1720 und 1869) wurden zahlreiche Häuser in Mitleidenschaft gezogen. Nur wenig später fasste die Industrie Fuss im Dorf mit der Gründung ersten Portlandzementfabrik der Schweiz im Jahr 1871. Mit der Eröffnung der Autobahn A1 wurde 1968 auch die Raststätte Deitingen in Betrieb genommen. Charakteristisch sind die vom Ingenieur Heinz Isler entworfenen Betonschalendächer (Silberkugel) auf dem Rastplatz Deitingen Süd, die 1999 zum Kulturgut erklärt und damit vor dem Abriss bewahrt wurden.

## Politik

### Gemeinderat
Ausführende Behörde ist der Gemeinderat, der aus sieben Mitgliedern besteht und vom Volk im Proporzwahlverfahren gewählt wird. Die Amtsdauer beträgt vier Jahre. Die sieben amtierenden Gemeinderäte (Amtsperiode 2021 bis 2025) sind:
- Eberhard Bruno (CVP), Gemeindepräsident
- Benedikt Meier (OVD), Vize-Gemeindepräsident
- Jan Binzegger (OVD)
- Jürg Schärli (CVP)
- Walter Siegenthaler (CVP)
- Franziska Sterchi (CVP)
- Michael Tüfer (SVP)

### Wappen
Blasonierung
Geteilt von Weiss mit zwei abgewendeten schwarzen Pferdeköpfen und von Schwarz mit weisser (diagonal gestellter, quadratischer) Egge (Spitze nach oben)
Die Pferdeköpfe gehen auf das Wappen der Herren von Deitingen zurück.

## Kultur und Sehenswürdigkeiten

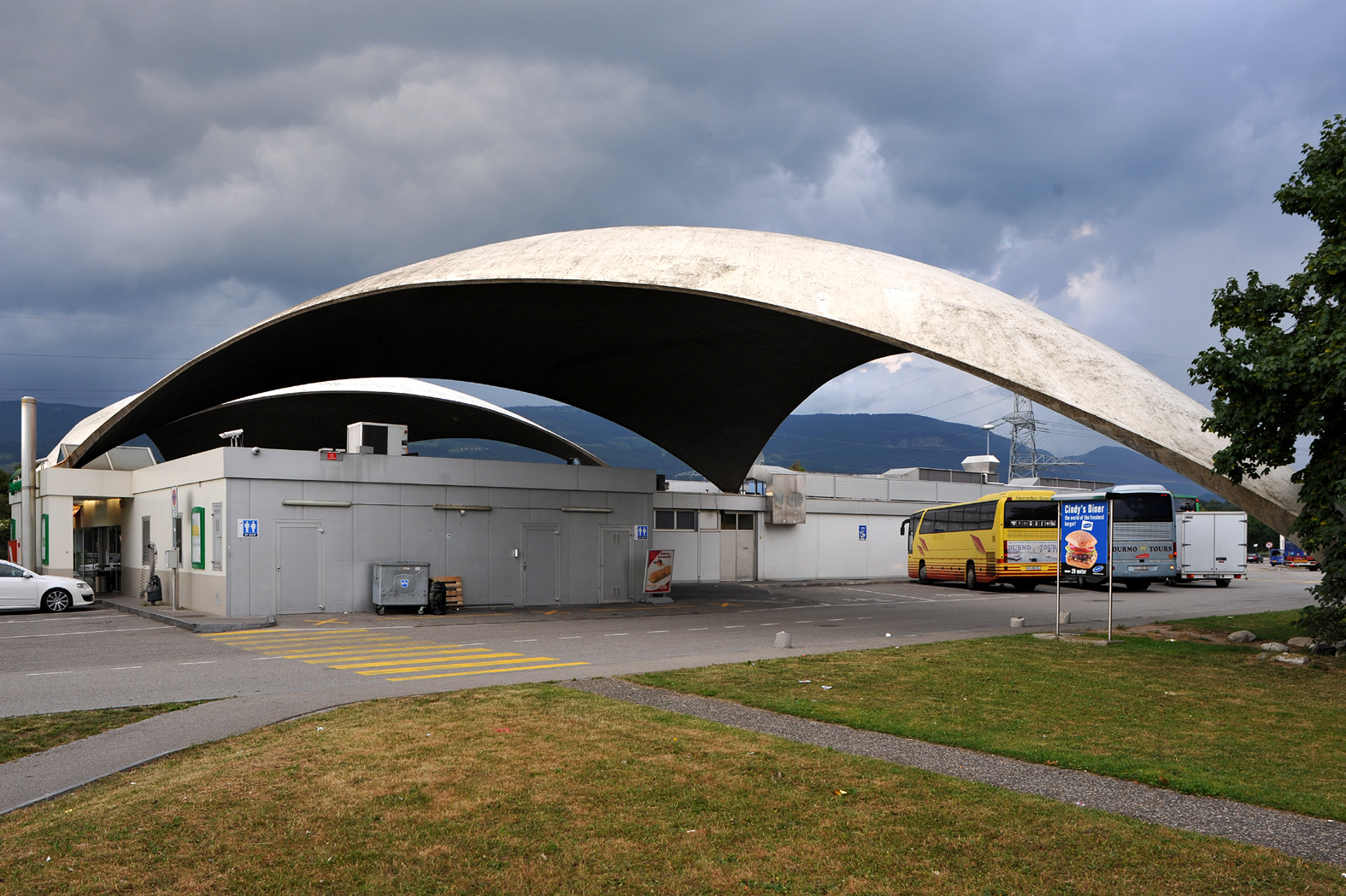
Isler-Schale an der A1

Die alte katholische Pfarrkirche Sankt Marien wurde 1476 geweiht. Aus dieser Zeit stammt der Glockenturm, der 1707 eine Zwiebelhaube bekam. Das Kirchenschiff im Stil des Klassizismus wurde von 1816 bis 1819 neu erbaut und enthält eine Innenausstattung aus dem 19. Jahrhundert, darunter ein Altarbild der Himmelfahrt Christi. Neben der Kirche steht die Antoniuskapelle, das ehemalige Beinhaus (1974 restauriert). Etwas ausserhalb des Dorfes befindet sich das ehemalige Wasserschlösschen Wylihof, das 1575 errichtet und 1680 zum sogenannten Türmlihaus erweitert wurde.
Als Monument der modernen Ingenieurbaukunst ist die Autobahnraststätte Deitingen-Süd an der Autobahn A1 zwischen Bern und Zürich bekannt. Die 1968 von Ingenieur Heinz Isler errichtete BP-Tankstelle ist eine der ersten grossdimensionierten Betonschalenkonstruktionen.

### Sport
Der TSV Unihockey Deitingen veranstaltet alljährlich in Deitingen ein Indoor-Unihockeyturnier für Plauschmannschaften, den Christmas Cup.

## Wirtschaft und Infrastruktur
Deitingen war bis in die erste Hälfte des 20. Jahrhunderts ein vorwiegend durch die Landwirtschaft geprägtes Dorf. Die Wasserkraft der Ösch wurde früher für den Betrieb einer Sägerei und einer Mühle genutzt. Die Industrialisierung hielt im Dorf im Jahr 1871 Einzug, als die Portlandzementfabrik bei Wilihof gegründet wurde, die ihre Produktion 1890 grösstenteils nach La Reuchenette bei Péry verlegte. Ab dieser Zeit entwickelte sich in Deitingen die Zulieferindustrie für die Uhrenfabriken am Südfuss des Jura. Zu diesen Betrieben gesellten sich weitere wichtige Unternehmen, so die Arthur Flury AG (1919) und Firmen des Traktoren- und Melkmaschinenbaus.

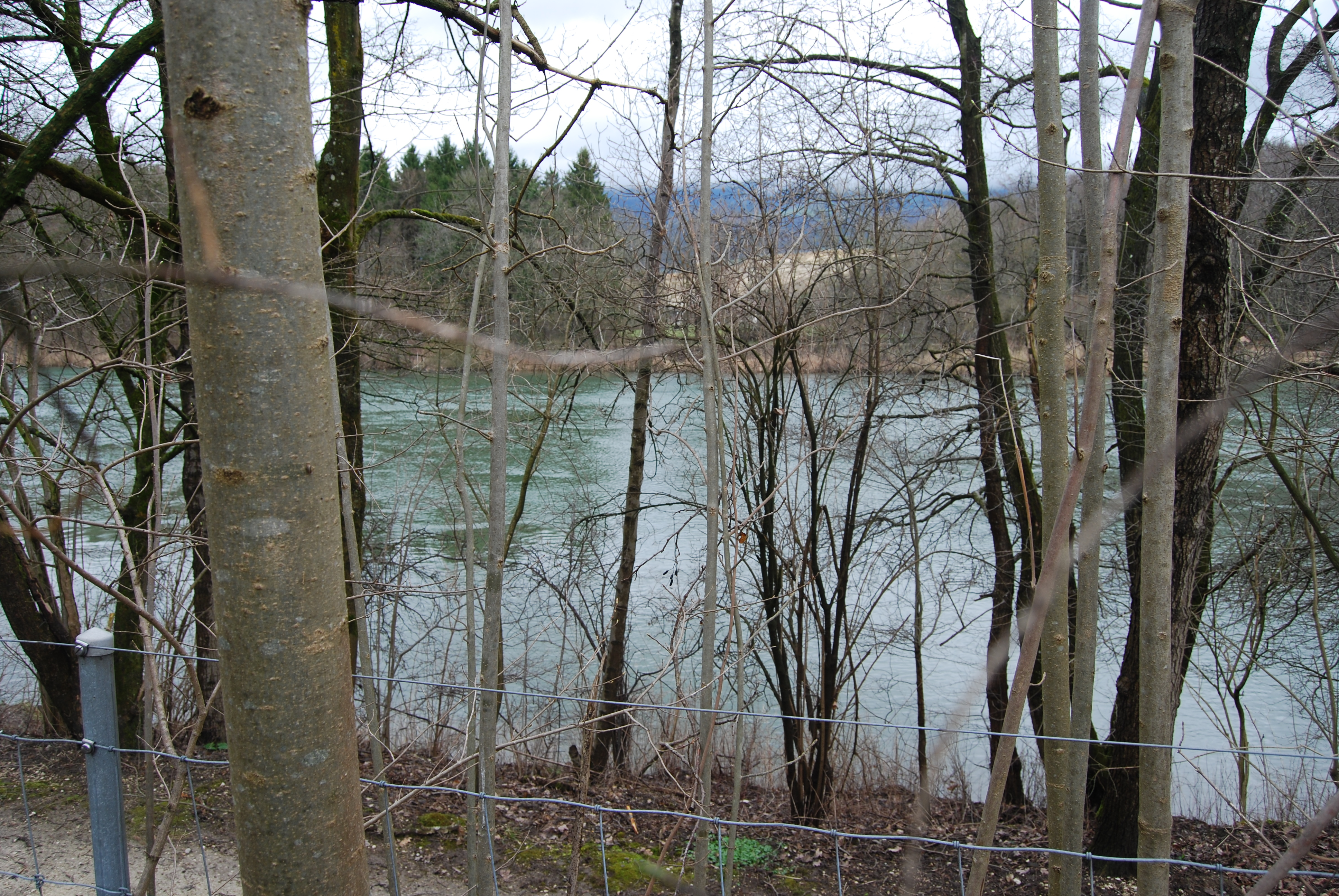
Die Aare bei der Autobahnraststätte Deitingen-Nord

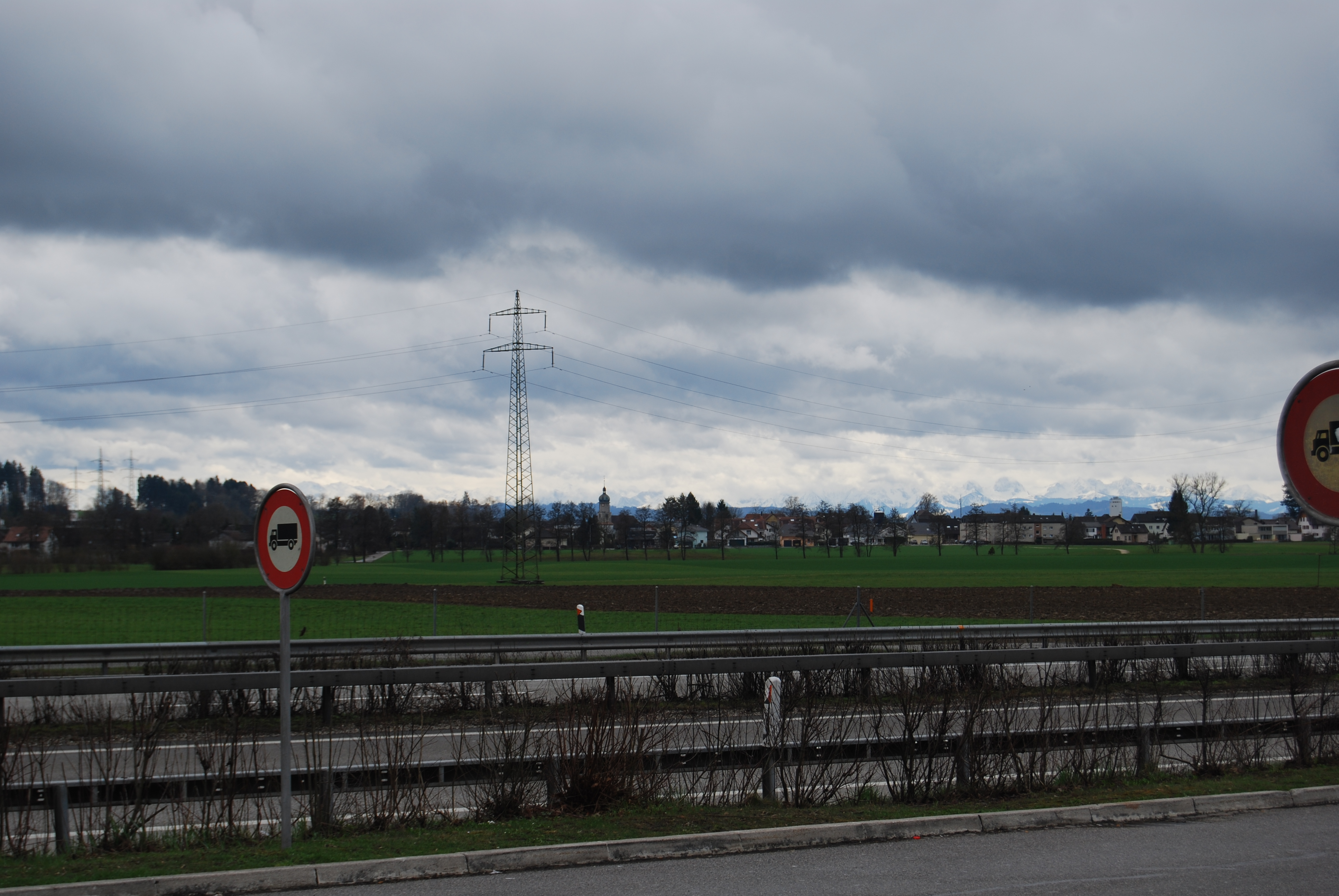
Deitingen von der Raststätte Deitingen Nord aus gesehen

Noch heute haben der Ackerbau und der Obstbau sowie die Viehzucht und die Forstwirtschaft einen gewissen Stellenwert in der Erwerbsstruktur der Bevölkerung. Zahlreiche weitere Arbeitsplätze sind in der Industrie, im lokalen Kleingewerbe und im Dienstleistungssektor vorhanden. Wichtigster Arbeitgeber ist die Vigier-Gruppe, die aus der ehemaligen Portlandzementfabrik hervorging. Daneben sind Unternehmen des Maschinenbaus, der Elektrotechnik, des Fahrleitungsbaus, der Informationstechnologie, der Fein- und Präzisionsmechanik, des Baugewerbes, des Gartenbaus und des Holzbaus ansässig. Im Deitinger Wald östlich des Dorfes werden Kiesgruben ausgebeutet. Beim Wilihof wurde ein Golfplatz angelegt. Die Arbeitsanstalt Schachen (1886 gegründet) nördlich der Autobahn liegt bereits auf dem Gebiet von Flumenthal. Sie wurde 2012–2014 mit einem Neubau zur Justizvollzugsanstalt Solothurn ausgebaut mit 96 Plätzen für den geschlossenen Massnahmen- und Strafvollzug.
In den letzten Jahrzehnten hat sich das Dorf zu einer Wohngemeinde entwickelt. Viele Erwerbstätige sind Wegpendler, die hauptsächlich in der Region Solothurn arbeiten.

### Verkehr
Die Gemeinde liegt zwar abseits der grösseren Durchgangsstrassen an einer Verbindungsstrasse von Derendingen nach Wangen an der Aare, ist aber trotzdem verkehrsmässig gut erschlossen. Die nächsten Anschlüsse an die Autobahn A1 (Bern-Zürich), die das Gemeindegebiet durchquert und in diesem Abschnitt 1968 eröffnet wurde, befinden sich jeweils rund 5 km vom Ortskern entfernt bei Wangen an der Aare und Zuchwil.
Am 4. Dezember 1876 wurde die Bahnstrecke Olten–Solothurn mit einem Bahnhof in Deitingen in Betrieb genommen. Im 1946 wurde das Projekt einer Bahnunterführung östlich des Bahnhofs aufgelegt. Bis 1998 waren alle Weichen des Bahnhofs sowie das östliche und das westliche Abstellgeleise abgebaut worden und der Bahnhof somit zu einer Haltestelle ohne weitere Betriebsabläufe reduziert worden.

## Persönlichkeiten
- Urs Eggenschwyler (1849–1923), Bildhauer
- Dani Fohrler (* 1967), Moderator beim Schweizer Fernsehen und Radio SRF 1, Mitbegründer des solothurnischen Regionalsenders Radio 32
- Robert Grogg (* 1948), international erfolgreicher Seitenwagen-Motocrossfahrer
- Willi Ritschard (1918–1983), Politiker und Bundesrat